# Ratiaria

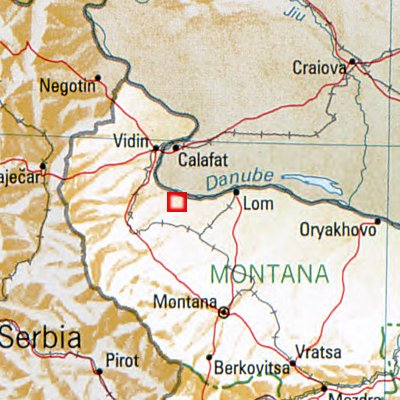
Site de l'ancienne cité de Ratiaria en Bulgarie.

Ratiaria ou Ratsiaria, aujourd'hui Artchar (Arčar) en Bulgarie, à proximité de la ville de Lom, est un site archéologique datant de l'époque romaine.

## Description
Ratiaria est initialement, à l'époque flavienne, une garnison romaine appartenant à la province de Mésie supérieure. Trajan y fonde une colonie romaine  portant le nom complet de Colonia Ulpia Traiana Ratiaria.
Au Bas Empire, la cité appartient à la province de Dacie ripuaire dont elle devient la capitale. Son évêque, Palladius de Ratiaria fut déposé au concile d'Aquilée en 381 en raison de ses positions théologiques assimilées à l'arianisme.
La ville fut prise par les Huns en 441.
Le site archéologique est aujourd'hui dégradé et menacé par de nombreuses fouilles clandestines.

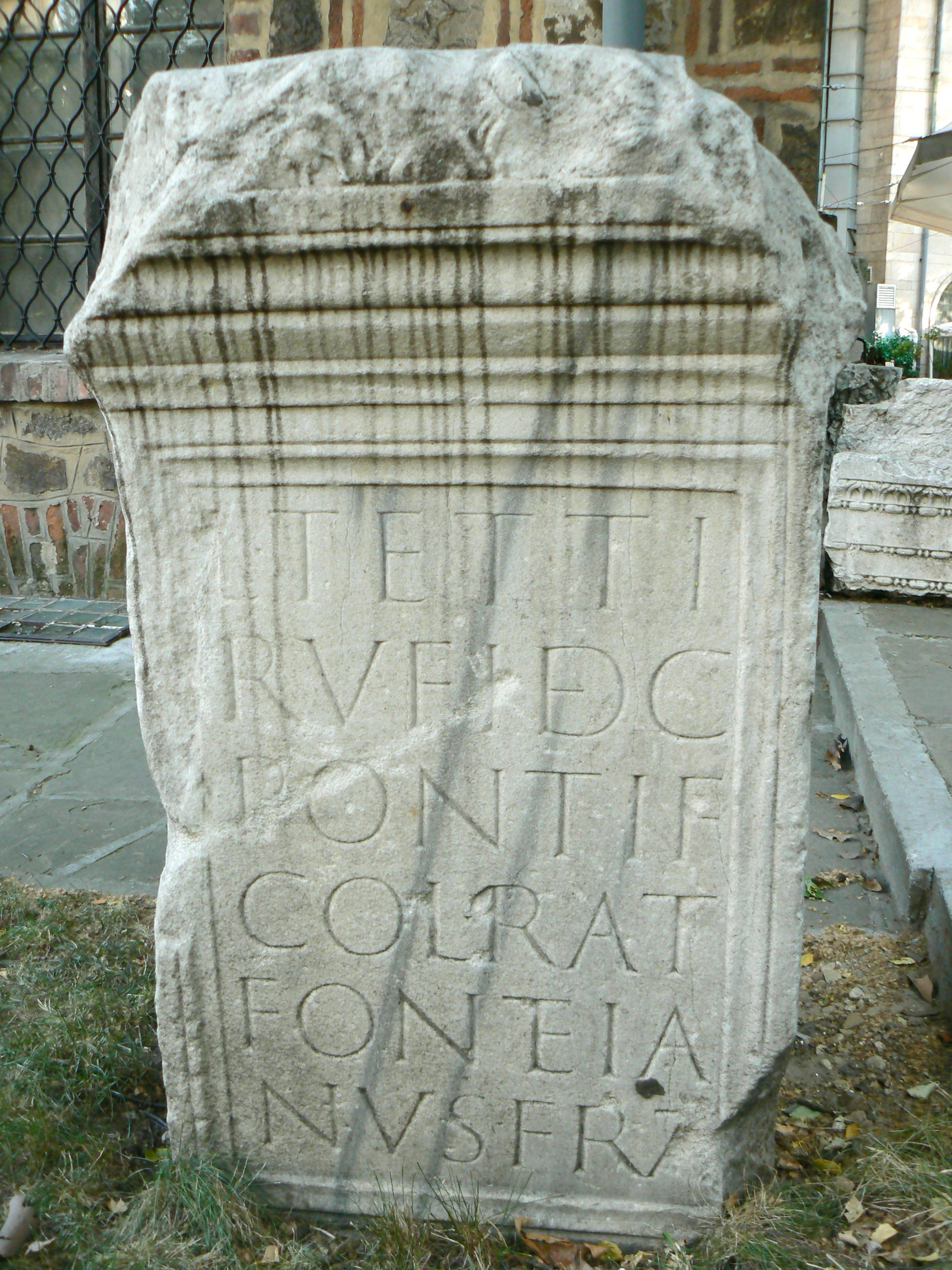
Inscription latine trouvée à Ialia sur le territoire de la Mésie supérieure et conservée au Musée archéologique national de Sofia, il s'agit de l'épitaphe de Tettius Rufus, un décurion et pontife de la colonie romaine de Ratiaria. (AE 1911, 214 ; AE 1919, 81
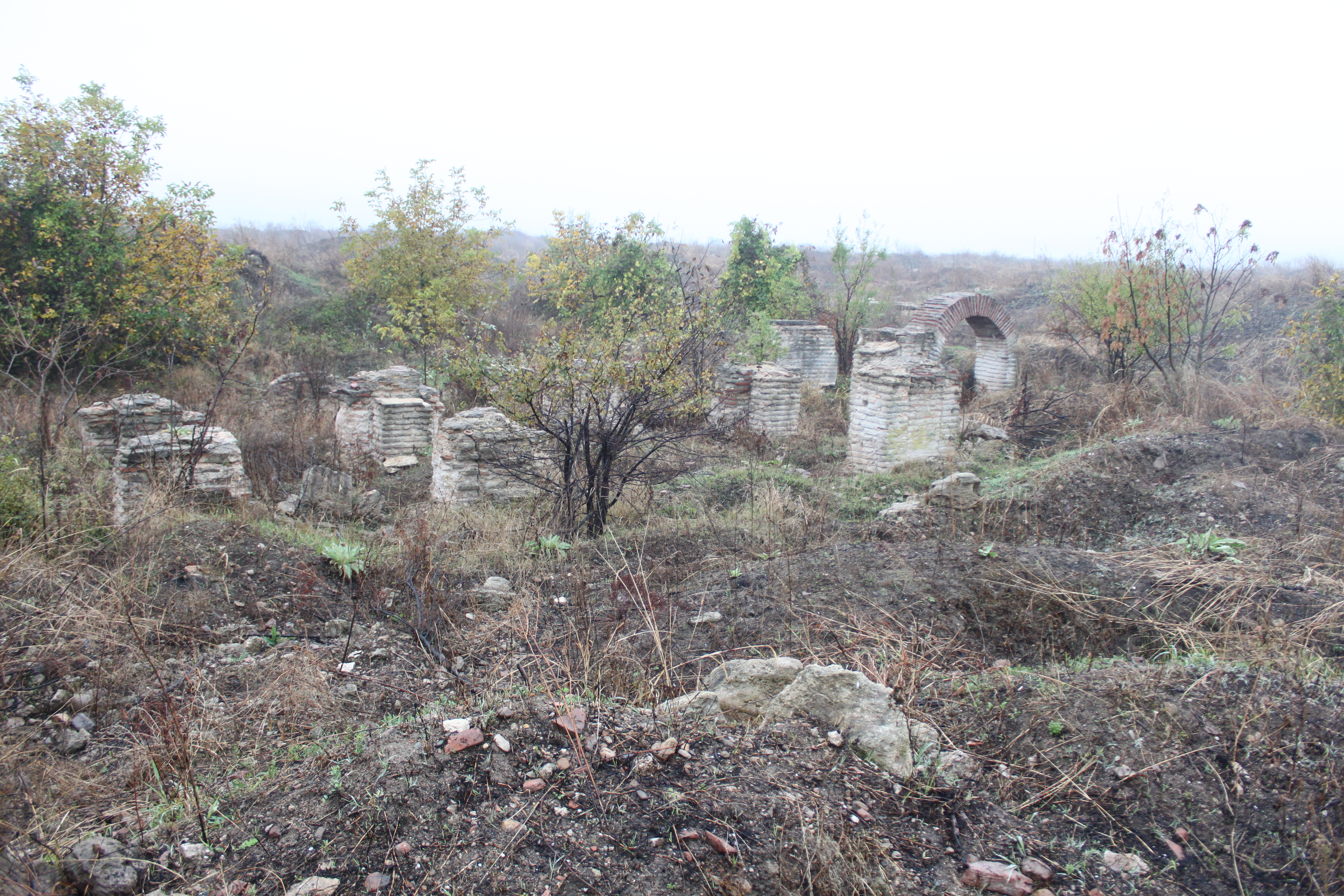
Vue du site archéologique de Ratiaria en 2010.